# Limmat Stiftung
Die Limmat Stiftung ist eine gemeinnützige Dachstiftung nach Schweizer Recht mit Sitz in Zürich. Sie wurde 1972 von Opus-Dei-Mitgliedern und nahe stehenden Personen gegründet. Die Limmat Stiftung gilt als Schnittpunkt eines internationalen Netzes aus Opus-Dei-nahen Stiftungen und Banken und zentrale Frontorganisation der römisch-katholischen Laienorganisation Opus Dei in der Schweiz.
Die Arbeit der Limmat Stiftung orientiert sich nach eigenen Angaben an christlichen Werten, ohne konfessionell gebunden zu sein. Sie realisiert Sozialprojekte im In- und Ausland, die Projektschwerpunkte liegen im Bereich Entwicklung durch Ausbildung. Der Stiftungszweck ist weitgefasst und sieht die weltweite Unterstützung hilfsbedürftiger Personen und gemeinnütziger Institutionen vor. Die Geldgeber können mitentscheiden, welche konkreten Projekte sie unterstützen.
Die Stiftung hat ihren Sitz in einer Villa in Zürich-Fluntern. Sie ist nach dem Fluss Limmat benannt, der durch Zürich fliesst.

## Geschichte und Bedeutung
Die ersten Opus-Dei-Mitglieder kamen 1956 aus Spanien in die Schweiz, um das Werk von Josemaría Escrivá zu verbreiten, und liessen sich 1961 im Zürcher Quartier Fluntern nieder, heute auch Sitz der Limmat Stiftung. Diese ging aus der FGM Stiftung für internationale Zusammenarbeit hervor, einer Niederlassung der spanischen Opus-Dei-Stiftung Fundación General Mediterránea, die von dem Anwalt und Bankier Arthur Wiederkehr in den 1960er Jahren in Zürich errichtet worden war. Über sie wurden Teile der Gewinne der Banco Atlántico in Barcelona kanalisiert, die der katalanische Industrielle und Supernumerarier Casimiro Molins Robit leitete. Damit erlangte Zürich eine Schlüsselposition für die internationalen Finanzaktivitäten des Opus Dei. Die Limmat Stiftung wurde am 13. März 1972 mit einem Kapital von 42’000 US-Dollar durch Arthur Wiederkehr gegründet und diente ebenfalls dem steuerbegünstigten Transfer von Opus-Dei-Geldern aus Spanien. Mitbegründer waren die Opus-Dei-Mitglieder Toni Zweifel (1938–1989), der die Stiftung bis zu seinem Tod als Geschäftsführer leitete, und Hans-Georg Rhonheimer, der bis 2004 als Stiftungspräsident amtierte. Zweifel, ein schweizerisch-italienischer Millionärssohn, der das Opus Dei bei seinem Ingenieurstudium an der ETH Zürich kennen gelernt hatte, prägte den Aufbau der Stiftung für 17 Jahre bis zu seinem Leukämietod 1989. Von ihm stammt das Konzept einer Dachstruktur der Stiftung und die Idee, die Stiftungsaktivitäten besonders auf die Multiplikatorenschulung zu konzentrieren, die «Ausbildung von Ausbildnern». Seine Seligsprechung wird seit 2001 betrieben.
Die Gründung von Stiftungen zur Sammlung von Spenden und Geldern, die für Ziele des Opus Dei eingesetzt werden können, gehört zu den gängigen Praktiken im Umfeld der Organisation. Der Stiftungsgründer Arthur Wiederkehr war nach Ansicht des Opus-Dei-Forschers Peter Hertel selbst kein Opus-Dei-Mitglied. Er war Präsident des Verwaltungsrates der Nordfinanz Bank in Zürich, die als Hausbank der spanischen Rumasa-Gruppe agierte. Gründer und Leiter der Rumasa war José María Ruiz Mateos, der dem Opus Dei seit 1963 als Supernumerarier angehörte. Wiederkehr hatte ausserdem Verbindungen zu dem italienischen Bankier Roberto Calvi, der in undurchsichtige Aktivitäten im Zusammenhang mit Vatikanfinanzen involviert war.
Aufgrund der geringen Grösse der Schweizer Opus-Dei-Strukturen ist die Stiftung seit den 1980er Jahren personell eng mit der deutschen Sektion des Opus Dei verzahnt. Mit einem geschätzten Vermögen von 25’500’000 Schweizer Franken (Stand 2002) wird sie als «internationaler Finanzkopf des Opus Dei» wahrgenommen. Das Budget, das für 1993 mit 880’000 US-Dollar angegeben wurde, stammt zum grössten Teil aus privaten Finanzierungsquellen (1993: 78 Prozent) sowie zu einem beachtlichen Teil aus Eigenmitteln der Stiftung (1993: 20 Prozent), während 1993 nur etwa 2 Prozent der Ausgaben aus öffentlichen Mitteln und Zuschüssen finanziert wurden. 2011 unterstützte die Stiftung (einschliesslich Unterstiftungen) mit einem Gesamtvermögen von mehr als 99 Millionen Franken rund 130 Projekte. Dabei kooperiert sie besonders in Kolumbien mit der spanischen Opus-Dei-Stiftung Fundación Codespa.
Im Jahr 2002 kam es zu einem Personalskandal im Patronatskomitee der Stiftung. Die gleichfalls in Zürich ansässige FIFA hatte mit der Limmat Stiftung eine Sportanlage für kolumbianische Strassenkinder finanziert. Nachdem in der Schweizer Presse die Verbindungen der Stiftung zum Opus Dei enthüllt worden waren, verliess der damalige Generalsekretär der FIFA, Michel Zen-Ruffinen, kurz vor seiner Ablösung in der FIFA-Exekutive das Patronatskomitee der Stiftung; sein Sprecher bezeichnete das Opus Dei als «umstrittene Organisation». Der spätere Schweizer Sportminister und Bundesrat Ueli Maurer (SVP), damals ebenfalls Patronatsmitglied und Stiftungsdirektor bei der Limmat Stiftung, äusserte Unverständnis für diesen Schritt. Das Thema Opus Dei sei bei der Aufnahme des Projektes 2001 «klar angesprochen» worden.
Seit ihrer Gründung hat die Stiftung mehr als 1'000 Sozial- und Ausbildungsprojekte in über 80 Ländern mit rund 300 Partnern durchgeführt. 2021 betrug das Projektvolumen mehr als 6 Mio. Schweizer Franken.

## Organisation und Personal
Die Limmat Stiftung besteht aus dem neunköpfigen Stiftungsrat, der Geschäftsführung und den Zustiftungsräten. Der Stiftungsrat beaufsichtigt das Projektzentrum bzw. dessen Geschäftsführung. Geschäftsleiter ist François Geinoz, ein Mitglied des Opus Dei, der auch Präsident von ProFonds Schweiz ist. Weitere Mitglieder der Geschäftsführung sind Juan José Alarcón (Projektleiter), Franz Benito (Internes Controlling) und André Meier (Finanzleiter).
Um 2002 sollen sechs von acht Stiftungsräten Opus-Dei-Mitglieder gewesen sein. Bereits in den 1990er Jahren war der Kölner Opus-Dei-Funktionär Hans Thomas Mitglied des Stiftungsrates, der als Nachfolger von Hans-Georg Rhonheimer 2004 Präsident der Limmat Stiftung wurde und als Schlüsselfigur in der Leitung Opus-Dei-naher Vereinigungen im deutschsprachigen Raum gilt. Er leitet das Kölner Lindenthal-Institut und ist Generalsekretär der deutschen Rhein-Donau-Stiftung in München, die als wichtige Finanzstelle der deutschen Sektion des Opus Dei gilt und ein Vermögen von geschätzt 5,3 Millionen Euro (Stand 2008) verwaltet. Als Präsident wurde Thomas 2013 von Elisabeth András-Ottrubay abgelöst, gehörte dem Stiftungsrat aber bis März 2017 weiter an. Daneben finden sich dem Opus Dei nahe stehende Persönlichkeiten wie Heinrich Liechtenstein, der an der IESE Business School in Barcelona Finanzwesen lehrt und auch Stiftungsrat der Liechtenstein Academy Foundation auf Schloss Freudenfels ist. Zu den verdeckt agierenden Mitarbeitern der Stiftung gehörte in den 1990er Jahren der  Opus-Dei-Numerarier Peter Kopa, der über informelle Kontakte mit Opus-Dei-kontrollierten Finanzinstitutionen in Spanien Transfers koordiniert haben soll.
Zum Patronatskomitee gehören Persönlichkeiten der Wirtschaft, Politik und des Sports, welche mit ihrer Zugehörigkeit ein Zeichen der Sympathie und Unterstützung für die Stiftung und deren Arbeit setzen. Unter ihnen befinden sich zahlreiche bekannte Unternehmer, Adelige wie der in der Schweiz lebende Banker Erzherzog Rudolf von Österreich, Politiker wie Ueli Maurer (SVP), Arthur Loepfe (CVP) oder Gabi Huber (FDP), Handels- und Entwicklungsdiplomaten wie der ehemalige Rotkreuzdirektor und UN-Flüchtlingshochkommissar Jean-Pierre Hocké oder der ehemalige Beauftragte des Bundesrates für Handelsverträge Nicolas Imboden sowie Vertreter namhafter Schweizer Konzerne wie Victorinox, Lindt oder Nestlé.

## Thematische Schwerpunkte
Die Stiftung verfolgt ausschliesslich gemeinnützige Zwecke im In- und Ausland; der satzungsmässige Stiftungszweck umfasst «jede Art von Unterstützung von hilfsbedürftigen und der Hilfe würdigen physischen Personen und gemeinnützigen Institutionen.»
Projektschwerpunkte sind Ausbildung von Ausbildnern, Ausbildung von Frauen sowie die Prävention und Betreuung von Strassenkindern. Realisiert werden die Projekte von überprüften Lokalpartnern, die eine substantielle Teilfinanzierung der Projekte erbringen müssen. Die meisten Lokalpartner sind mit den Strukturen des Opus Dei vor Ort vernetzt. Die Projekte sind so konzipiert, dass sie nach dem Rückzug der Limmat Stiftung weitergeführt werden können. Geographische Schwerpunkte sind Zentral- und Ostafrika, Südamerika, Südostasien und die Länder der ehemaligen Sowjetunion. Konservative Familienpolitik, besonders der Kampf gegen Abtreibungen und gegen das von massgeblichen Stiftungsrepräsentanten als „Hyperfeminismus“ gebrandmarkte  Gender-Mainstreaming, bildet einen weltanschaulichen Fokus der Projekte. Die Limmat Stiftung gibt die vierteljährlich erscheinende Zeitschrift Familie und Erziehung heraus, mit der sie ihre familienpolitischen Ziele propagiert.
Regelmässig wird die Wirkung (Impact) von Projekten ermittelt, um die Qualität zu messen und wenn nötig zu verbessern. Zur Wirkungsmessung (Impact Evaluation) wurde ein eigenes Werkzeug entwickelt, der Socio-Economic Welfare Index, der sich am Index der nachhaltigen wirtschaftlichen Wohlfahrt orientiert.
Die Stiftung unterstützt seit 1996 die Prävention und Betreuung von Strassenkindern, hauptsächlich in Kolumbien, aber auch in afrikanischen Ländern. Finanziert werden diese Projekte zu einem grossen Teil aus dem Erlös eines Golfturniers: Der Esmeralda Charity Cup wird auf Golfplätzen der Schweiz und des nahen Auslandes ausgetragen. Hauptsponsor ist seit 2009 die Schweizer Valartis-Bank (Stand 2011).

## Dachstiftung mit Zustiftungen

Schematische Darstellung: Stiftung, Zustiftung und zweckgebundener Fonds

Die Limmat Stiftung war die erste Stiftung der Schweiz, die sich die Struktur einer Dachstiftung (Umbrella Foundation) gegeben hat. Als «Stiftung von Stiftungen» hat die Dachstiftung ihre Ziele bewusst weit gefasst. Die Dachstiftung stellt Gönnern ihre Infrastruktur zur Verfügung, sodass Geldgeber ihre eigenen Ziele verwirklichen können. Dazu können sie innerhalb der Limmat Stiftung sogenannte Zustiftungen errichten. Für Dachstiftungen bzw. Zustiftungen (auch «Unterstiftungen» oder «Patronate» genannt) gibt es in der Schweiz keine gesetzlichen Regelungen, die Ausgestaltung unterliegt der Privatautonomie. Zustiftungen sind weitgehend autonome, allerdings nicht rechtsfähige Stiftungen mit eigener Zweckbestimmung, eigenem Reglement und Vermögen und einem eigenen (Unter-)Stiftungsrat, dessen Personal sich mit dem des Stiftungsrats der Dachstiftung überschneiden kann. Da im Schweizer Stiftungsrecht bestimmte Aufgaben eines Stiftungsrats als nicht delegierbar gelten, sind Zustiftungsräte eher mit Beiräten oder besonderen Vertretern als mit echten Stiftungsorganen zu vergleichen.
Eine Zustiftung verursacht wesentlich geringere Verwaltungskosten als eine Stiftung mit eigener Rechtspersönlichkeit. Alternativ können Gönner auch zweckgebundene Fonds gründen. Die Anlagemittel werden in beiden Fällen einem Pool zugeführt und gemeinsam verwaltet. In der Limmat Stiftung werden hierfür vier sogenannte «interne Portfolios» mit unterschiedlichen Anlagestrategien angeboten. Mit diesen Lösungen erzielen Geldgeber Synergien mit Projektpartnern und mit anderen Finanzierungsquellen.
Jede Zustiftung bzw. jeder Fonds profitiert von der zentralen Infrastruktur der Limmat Stiftung, dem sogenannten Projektzentrum. Dazu gehören u. a. ihre erprobten Kontakte, ihre langjährigen Erfahrungen bei der Projektwahl und -durchführung, sowie die professionelle Qualität ihrer Vermögensverwaltung. Das Eigenkapital des Projektzentrums erwirtschaftet einen Gewinn, der zur Deckung der administrativen Kosten der Stiftung und teilweise der Zustiftungen eingesetzt wird. Dadurch können laut Eigendarstellung durchschnittlich 95 % der Mittel direkt in die Projekte fliessen.
Unter dem Dach der Limmat Stiftung gibt es 16 Zustiftungen und 60 zweckgebundene Fonds (Stand 2017). Eine beispielhafte Zustiftung errichtete der Maler und Plastiker Karl Lukas Honegger, der 1993 das Patronat Karl Lukas Honegger gründete, um die Zukunft seines Werkes zu sichern.